# Úzkost
Úzkost je z lékařského (psychiatrického) pohledu složitá kombinace emocí zahrnující strach, zlé předtuchy a obavy. Často je doprovázena fyzickými příznaky, jako je bušení srdce, pocit nevolnosti, bolest na hrudi, zkrácené dýchání, chvění rukou. Úzkost je nepříjemný emoční stav, jehož příčinu není možné definovat. Strach je určitou odpovědí na konkrétní nebezpečí. Úzkost může být akutní, trvat krátce, nebo dlouhodobá. Intenzita úzkosti je různá, od lehkého neklidu až po stav paniky.

## Složky úzkosti
Úzkost má následující složky:
- kognitivní složka – zahrnuje očekávání neurčitého nebezpečí,
- somatická složka – tělo se připravuje na únik z nebezpečí: zvýší se krevní tlak, puls, vylučování potu. Někdy se dostaví nevolnost. Krev se vlévá do hlavních svalových skupin a funkce imunity a trávicího systému jsou potlačeny. Navenek se úzkost projevuje bledostí pokožky, pocením, chvěním a rozšířením zornic.
- emociální složka – týká se pocitu strachu nebo paniky,
- behaviorální složka – zahrnuje únik nebo vyhnutí se zdroji úzkosti.

Přiměřená úzkost je běžná emoce stejně jako strach, vztek, smutek nebo štěstí a je důležitá pro přežití.

## Úzkostné poruchy
Chronicky vracející se úzkost, která má podstatný vliv na každodenní život, může být diagnostikována jako úzkostná porucha. Nejběžnější jsou obsedantně kompulzivní porucha, sociálně úzkostná porucha, generalizovaná úzkostná porucha, posttraumatická stresová porucha, agorafobie, panická porucha a specifická fobie.

## Léčba úzkosti
Silná, opakovaná úzkost je patologický stav těla i duše. Správně vedená léčba úzkosti by se měla zaměřovat na všechny výše uvedené čtyři složky.
1. Tělesné projevy úzkosti, jimiž jsou typicky pocity podobné kardiovaskulárním obtížím (tedy bušení srdce, tlak na hrudi, svírání hrdla, zúžení dechu) či nejrůznější gastrointestinální obtíže, se dají velmi dobře zvládnout pomocí dechových a svalových strategií. Výsledky četných výzkumů dokazují, že pravidelné zařazení dechových a svalových cvičení je spolehlivou prevencí vzniku masivního návalu úzkosti či panické ataky.
2. Příčinou úzkostí jsou určité negativní myšlenkové vzorce, které vycházejí z podvědomých dysfunkčních vzorců našeho prožívání. Tyto vzorce jsou odpovědné za spouštění neadekvátní stresové reakce i v situaci, která objektivně ohrožující není. Intenzivní prací s dysfunkčními a sebedestrukčními myšlenkovými vzorci se zabývá kognitivně behaviorální terapie, která je v léčbě úzkostí terapií první volby.
3. Behaviorální složku úzkosti, tedy různé změny v chování úzkostného člověka, lze velmi účinně zvládnout pomocí expoziční terapie, která je součástí kognitivně-behaviorální terapie. Expozice, tedy vědomé vystavení se ohrožující situaci, musí probíhat postupně, v případě závažnějších úzkostných poruch nejprve v imaginaci. Velkým posunem v terapii úzkostných poruch je expozice in vivo, tedy zvládnutí stresující situace v reálném světě, za doprovodu a podpory terapeuta.
4. Emoce jako takové nedokážeme řídit vlastní vůlí. Emoční stavy však můžeme ovlivňovat zprostředkovaně pomocí přerušení toku negativních automatických řetězců. Existují mnohá meditační cvičení (nejznámější je mindfulness), s jejichž pomocí se zdokonaluje naše schopnost přenášení a zaměřování pozornosti. Kognitivní relaxace by měla být rovněž součástí efektivní léčby úzkosti.

## Úzkost v křesťanství
V katolické církvi je úzkost moderována modlitbou. Podle studie z roku 2008 prováděné na 30 studentech katolické fakulty mělo recitování růžence vliv na snížení úzkosti.
Novým zákonem je úzkost popisována jako nepříjemný pocit, který člověk zažívá při procházení kritickými životními situacemi. Bible zakazuje člověku tento pocit v sobě udržovat, obzvláště ve vztahu k obživě a světským radovánkám. Duše člověka, který působí zlo, projde stavem nazývaným právě pojmem úzkost. Úzkost je uvedena v seznamu obtížných stavů nebo zkoušek, nad nimiž lze zvítězit „následováním Kristovy lásky“. Úzkostlivá péče o fyzické živobytí podle Nového zákona do křesťanského života nepatří. Křesťan je vyzýván, aby úzkost, na rozdíl od bázně, nenechal ve svém životě působit. Podle novozákonního výroku Ježíše Krista je nelogické úzkostlivě pečovat o to, co jíst a co si oblékat, nedokáže-li člověk k délce svého věku přidat „jediný loket“.
| „                    | Řekl svým učedníkům: „Proto vám pravím: Nepečujte úzkostlivě o svůj život, co byste jedli, ani o tělo, co byste si oblékli. Neboť život je víc než pokrm a tělo víc než oděv. Pozorně si všimněte havranů, že nesejí ani nežnou, nemají komory ani stodoly, a Bůh je živí. Oč jste vy cennější než ptáci! Kdo z vás dokáže úzkostlivou péčí přidat k délce svého věku jediný loket? Nemůžete-li tedy ani to nejmenší, proč se úzkostlivě staráte o to ostatní? Pozorně si všimněte lilií, jak rostou; nepracují ani nepředou. Avšak pravím vám, ani Šalomoun v celé své slávě nebyl tak oblečen jako jedna z nich. Jestliže tedy Bůh tak obléká trávu, která dnes je na poli a zítra se hodí do pece, čím spíše obleče vás, malověrní. Ani vy nehledejte, co byste jedli a co byste pili, a nezneklidňujte se tím. Toto všechno horlivě hledají národy tohoto světa. Váš Otec ví, že to potřebujete…“ | “ |
| — Bible, Lukáš 12:22 | |   |

Překvapivě úzkostné pečování o život Nový zákon umisťuje do seznamu nežádoucích aktivit hned vedle takových neřestí, jako je flámování a opilství. Biblickým řešením je orientovat své spoléhání, poslušnost a vděčnost směrem k Bohu Stvořiteli. Tento postoj dokáže v člověku stavy úzkostné nahradit pokojem Božím, který bude střežit mysl člověka.